# 公益同盟
公益同盟（法語：La ligue du Bien public）是一个1465年由法兰西王国大诸侯组织的反对法兰西国王路易十一中央集权的同盟，领袖是时任勃艮第公爵的好人菲利普之子、夏洛莱伯爵大胆查理。公益同盟曾与法王路易十一之间爆发公益同盟战争，但双方在军事上并未分出胜负，公益同盟战争最后以路易十一迫于压力签署《孔夫郎条约》，对公益同盟做出让步告终。《孔夫郎条约》签订后，公益同盟也随之终结。但路易十一很快就宣布《孔夫郎条约》无效，并开始通过外交手段分化参与公益同盟的诸侯。

## 公益同盟的成员
- 贝里公爵夏爾（英语：Charles de France）[3]
- 波旁公爵讓二世
- 夏洛莱伯爵大胆夏爾[3]，联盟领袖，勃艮第公爵好人菲利普的继承人
- 布列塔尼公爵法蘭索瓦二世[3]
- 洛林公爵讓二世，也是名义上的卡拉布里亚公爵
- 内穆尔公爵雅克·德·阿马尼亚克[3]
- 阿马尼亚克伯爵讓五世（英语：Jean V d'Armagnac）[3]
- 圣波尔伯爵卢森堡的路易（英语：Louis de Luxembourg-Saint-Pol）[3]
- 讓·德·迪努瓦[3]
- Dammartin伯爵Antoine de Chabannes（英语：Antoine de Chabannes）
- 阿尔布雷特伯爵查理二世（英语：Charles II d'Albret）
- Pierre d'Amboise（英语：Pierre d'Amboise）
- 克萊夫公爵讓一世（英语：Jean Ier de Clèves）
- 安德烈·德·洛埃阿克
- 普法尔茨选侯弗雷德里克一世（英语：Frédéric Ier du Palatinat）

## 与法王路易十一站在一起的诸侯
- 安茹公爵勒内，名义上的那不勒斯国王
- 曼恩伯爵夏爾四世（英语：Charles IV du Maine）
- 讷韦尔伯爵讓二世（英语：Jean de Bourgogne）
- 旺多姆伯爵讓八世（英语：Jean VIII de Bourbon-Vendôme）
- 厄伯爵阿图瓦的夏爾（英语：Charles d'Artois）